# Yom yom
《yom yom》（ヨム ヨム）為新潮社每年發行5回的小說雜誌。

## 概要
創刊號（vol.1）於2006年12月7日發售。發售時間為每年的2、4、6、9、11月的27日。
到2009年為止一直都是一年發售4次的季刊誌，但從2010年發行的vol.14開始將4月作為額外的發行月份，之後就一年發行5次。    
書名「yom yom」得名於（yomu、意思是「閱讀」），即面向熱愛閱讀的人們並進一步增添讀者閱讀樂趣的雜誌。    
1〜5号的合計發行數量為37萬4000冊。
因長期身體狀況不佳而停筆的山本文緒在時隔5年後再度推出新作，於2007年9月的vol.4上刊登。  
小野不由美時隔6年半的《十二國記》新作在2008年2月的vol.6上刊登，引起了廣泛關注，僅初版就發行7萬8000冊，創下了最高初版發行數記錄。    

## 構成
注：構成因號而異。 
- 特集
- 訪談
- 導讀
- 單發（讀切）小說
- 中篇刊載（中篇一挙掲載）
- 讀讀隨筆（エッセイをヨムヨム）
- 讀讀翻譯（翻訳をヨムヨム）
- 小特集
- 對談
- 往復書簡
- essays
- yom yom special
- yom yom club
- 作者簡介

## 主要作家陣容

### 單發小說
- 阿川佐和子
- 大島真壽美
- 恩田陸
- 角田光代
- 川上弘美
- 北村薫
- 澤木耕太郎
- 重松清
- 嶽本野ばら
- 梨木香步
- 畠中惠
- 唯川惠

### 隨筆
- 江國香織
- 荻原浩
- 角田光代
- 金原瞳
- 北村薰
- 小池真理子
- 佐藤多佳子
- 重松清
- 島本理生
- 高村薰
- 森繪都
- 森博嗣
- 山本文緒
- 湯本香樹實
- 橫山秀夫

### 連載
- いしいしんじ
- 倉田真由美
- 三浦しをん

## 外部連結
- （日語）新潮社官方網站 （页面存档备份，存于）